# Peter Adolf Thiessen
Peter Adolf Thiessen (Świdnica, 6 de abril de 1899 — Berlim, 5 de março de 1990) foi um químico alemão.

## Formação e carreira
Após estudar química na Universidade de Freiburg, Universidade de Greifswald e Universidade de Göttingen, obtve nesta última universidade um doutorado em 1923, orientado por Richard Adolf Zsigmondy, com a tese Kritische Untersuchungen am kolloidalen Gold.

## Publicações selecionadas
- "Das kolloide Gold" (com Richard Adolf Zsigmondy), Akademie Verlagsgesellschaft, Leipzig 1925 (Kolloidforschung in Einzeldarstellung, Bd. 1).
- Thermisch-mechanische Materialtrennung. Reihe: Der Chemie-Ingenieur. Band I, Teil 3. Leipzig 1933 (als Mitautor)
- Grundlagen der Tribochemie. Berlim 1967 (Coautor)
- Blick ins nächste Jahrzehnt: Entwicklungswege der Wissenschaften. Jena 1968